# Laneuveville-lès-Lorquin
Laneuveville-lès-Lorquin là một xã trong vùng Grand Est, thuộc tỉnh Moselle, quận Sarrebourg, tổng Lorquin. Tọa độ địa lý của xã là 48° 39' vĩ độ bắc, 07° 00' kinh độ đông. Laneuveville-lès-Lorquin nằm trên độ cao trung bình là 320 mét trên mực nước biển, có điểm thấp nhất là 267 mét và điểm cao nhất là 354 mét. Xã có diện tích 2,24 km², dân số vào thời điểm 1999 là 73 người; mật độ dân số là 32 người/km². Xã nằm khoảng 10 km về phía tây nam của Sarrebourg, thuộc Pháp từ năm 1661.

## Thông tin nhân khẩu
| 1962 | 1968 | 1975 | 1982 | 1990 | 1999 |
| ---- | ---- | ---- | ---- | ---- | ---- |
| 108  | 108  | 112  | 89   | 70   | 73   |